# シモーネ・バイルズ
シモーネ・アリアンヌ・バイルズ（Simone Arianne Biles, 1997年3月14日 - ）は、アメリカの女子体操選手。2016年リオデジャネイロオリンピックの体操競技で女子団体・個人総合・跳馬・床で金メダルを獲得し4冠を達成。さらに2021年の東京オリンピックでは一部競技を棄権（後述）しながら団体と種目別で2個のメダルを獲得。2024年のパリオリンピックでは団体、個人総合、跳馬で金メダルを獲得した。世界体操競技選手権では2013年から2023年現在までに通算で30個のメダルを獲得し、男女を通じて史上最多のメダル獲得者（うち23個の金メダルも男女を通じての史上最多の獲得者）となった。
2017年、2019年、2020年、2025年にローレウス世界スポーツ賞年間最優秀女子選手賞を、2024年には同賞の年間最優秀復帰選手賞を受賞している。また2022年7月7日にはアメリカ合衆国で文民に贈られる最高位の勲章である大統領自由勲章を受章。

## 経歴
4人兄弟のうちの第3子としてオハイオ州コロンバスで生まれた。実母がドラッグとアルコール依存症だったため5歳の時に祖父（実母の父）ロンと祖父の2番目の妻（義祖母）ネリーの養子となり、6歳の頃に体操を始めた。
全米ジュニア選手権を制したのち、シニアに転向してアメリカナショナルチームに入り、2013年世界体操競技選手権では個人総合と床で優勝、跳馬と平均台でもそれぞれ2位、3位となった。
2016年リオデジャネイロオリンピックではアメリカチームの団体総合金メダル獲得に貢献、個人種目では出場した4種目のうち3種目（個人総合・床・跳馬）を制した。
2021年に開催された2020年東京オリンピックでは新型コロナウイルスによる開催の延期や無観客開催、大会期間中のおばの急逝による精神的ストレスを理由に団体総合決勝途中で演技を取りやめ、個人総合、種目別跳馬、種目別段違い平行棒、種目別ゆかを棄権した。その間、バイルズは順天堂大学の体育館において、自分の技術を取り戻すべく、非公開で練習を行っていた。その後、種目別平均台には出場し銅メダルを獲得した。
2年の休養を経て2023年に競技に復帰すると、世界選手権で個人総合の6度目の優勝を含む4冠を獲得した。
2024年6月には全米オリンピック選考会で優勝し、自身3回目となるパリオリンピックへの出場権を獲得した。さらにオリンピック本番でも圧倒的な強さを見せ、団体、個人総合、跳馬で金メダルに輝いた。

## 人物
注意欠陥・多動性障害を抱えている。2016年のリオデジャネイロオリンピック終了後、ロシアからのハッキングによって、通常世界アンチ・ドーピング機関が使用を禁止しているメチルフェニデートを服用していることが報じられた際、自身がADHDを抱えていることや、子供のころから治療のために許可を得てメチルフェニデートを服用しているとTwitterで表明した。またアメリカ体操協会もTwitterでバイルズがアメリカアンチ・ドーピング機関や世界アンチ・ドーピング機関が求めている書類を提出しており、規則に違反していないとする声明を発表した。2020年東京オリンピック開催前の2021年6月に、日本政府が覚せい剤の成分を含む薬の日本への持ち込みを特例で認める法律を成立させた際にはバイルズもその対象になっている。
米国体操協会の元チームドクター、ラリー・ナサール受刑者が多数の女子選手へ性的虐待をしていた事件を巡り、この件に関して証言をした一人でもある。
2017年8月から2020年3月まで体操選手のステイシー・アーヴィン・ジュニアと交際していた。
2020年8月からプロフットボール選手のジョナサン・オーウェンスと交際しており、2022年2月15日にオーウェンスとの婚約を発表した。その後1年以上の婚約期間を経て、2023年4月22日にそれぞれのSNSで結婚を報告した。

## 関連作品
- 『シモーネ・バイルズ -金メダルへの道-』(原題：The Simone Biles Story: Courage to Soar)

リオオリンピック後の2018年にアメリカで製作されたテレビ映画。幼少期からオリンピックまでのシモーネ・バイルズの人生を描いている。
監督：バネッサ・パリーゼ　脚本：Kelly Fullerton　
主演：ジャンテ・ゴッドロック